# Choctaw County (Mississippi)
Choctaw County is een county in de Amerikaanse staat Mississippi.
De county heeft een landoppervlakte van 1.085 km² en telt 9.758 inwoners (volkstelling 2000). De hoofdplaats is Ackerman.